# Stanislav Poniatovski af Polen
Stanislaus Augustus (født Stanisław Antoni Poniatowski; 17. januar 1732 i Wołczyn, Polen, død 12. februar 1798 i St. Petersborg, Rusland).
Han var den sidste konge af den uafhængige polsk-litauiske realunion fra 7. september 1764 til 25. november 1795. 